# Brun hussnok
Brun hussnok (Boaedon fuliginosus) är en av de vanligaste snokarna i Afrika. Arten tillhör underfamiljen Lamprophiinae som ibland listas som självständig familj.
Den är ett populärt terrariedjur.
Denna orm förekommer i Afrika väster (Marocko) och söder om Sahara och fram till Sydafrika. Den lever i olika fuktiga och torra landskap. I torra öknar hittas den bara i oaser. Brun hussnok är en kulturföljare som besöker jordbruksmark samt människans samhällen.
Arten når vanligen en längd av omkring 95 cm. Fjällen har vanligen en rödbrun färg men vissa individer är mer mörkbrun eller olivbrun. Exemplar som lever i öknar är blekare. Dessutom blir färgen från kroppens topp till undersidan ljusare. Kännetecknande är två gulaktiga horisontala strimmor på varje sida av huvudet under och över ögonen. Ögonen är något framåtriktade med lodräta pupiller. Brun hussnok har släta fjäll men de är inte reflekterande. Liksom andra släktmedlemmar har arten böjda tänder i underkäken som påminner om tänderna hos boaormar.
Brun hussnok jagar främst mindre och medelstora däggdjur som kvävs ihjäl. Arten har även vilande fladdermöss som byten. Den har bra förmåga att uppsöka smala mursprickor och liknande hålrum. När ormen äter större byten kan ämnesomsättningen dröja fyra dagar. Honor lägger cirka 15 ägg per tillfälle.
Ibland dödas exemplar av personer som inte vill ha ormar nära sin bostad. Hela populationen anses vara stabil. IUCN listar arten som livskraftig (LC).